# Буссето
Буссето (італ. Busseto) — муніципалітет в Італії, у регіоні Емілія-Романья, провінція Парма.
Буссето розташоване на відстані близько 400 км на північний захід від Рима, 120 км на північний захід від Болоньї, 31 км на північний захід від Парми.
Населення — 7099 осіб (2014).
Щорічний фестиваль відбувається 24 серпня. Покровитель — святий апостол Варфоломій.

## Демографія
Населення за роками:

Станом на 1 січня 2023 року в муніципалітеті офіційно проживало 1029 іноземців з 37 країн, серед них 111 громадян країн Євросоюзу та 10 громадян України.

## Персоналії
- Джузеппе Верді (1813—1901) — італійський композитор, диригент.

## Сусідні муніципалітети
- Альсено
- Безенцоне
- Фіденца
- Полезіне-Цибелло
- Соранья
- Вілланова-сулл'Арда